# یوناس پرسون
یوناس پرسون (به انگلیسی: Jonas Persson) (زادهٔ ۱۵ دسامبر ۱۹۸۳) شناگر اهل سوئد است.